# Пашня (Томская область)
Па́шня — упразднённая деревня в Каргасокском районе Томской области, Россия. Входила в состав Каргасокского сельского поселения.
Упразднён в 2024 году путём включения в состав села Павлово.

## География
Деревня находится на востоке Каргасокского района, недалеко от административной границы с Парабельским районом. Пашню на востоке огибает река Парабель. Западнее (примерно в 700 м) проходит трасса Томск—Каргасок. Менее, чем в 0,5 км севернее расположено село Павлово.

## Население
| 2002 | 2010 | 2012 | 2013 | 2014 | 2015 | 2021 |
| ---- | ---- | ---- | ---- | ---- | ---- | ---- |
| 199  | ↘193 | ↗195 | ↘194 | ↘190 | ↘183 | ↘151 |

## Социальная сфера и экономика
Ближайшие библиотека, школа и фельдшерско-акушерский пункт находятся в селе Павлово.
Основу экономической жизни составляют сельское хозяйство и розничная торговля.